# Torparvisa
Torparvisa (även utgiven som Torparvisan) är en sång skriven av Gunde Johansson 1948, och ursprungligen utgiven på skiva av denne i maj 1952.
Andra inspelningar har gjorts av Trio me' Bumba 1962, Thore Skogman 1963 och Sven-Ingvars 1986 på albumet Exposé, då under titeln "Torparrock".
Thore Skogmans inspelning låg 1963 på Svensktoppen i fem veckor under perioden 9 juni–7 juli.
Sven-Ingvars inspelning har under flera års tid spelats för att fira mål och segrar med Färjestads BK:s ishockeylag.